# Carl Schuhmann
Carl August Berthold Schuhmann (Münster, 12 maggio 1869 – Berlino, 24 marzo 1946) è stato un ginnasta, lottatore, sollevatore e atleta tedesco.

## Biografia
Crebbe a Colonia, dove diventò membro della locale associazione ginnica dal 1886 al 1889.
A 19 anni vinse a Colonia la combinata di 12 prove ginniche alla Gau-Turnfest. Nello stesso periodo vinse nella regione della Ruhr il salto in alto e gli anelli. Nel 1889 ottenne un riconoscimento particolare alle gare ginniche nazionali. Nel 1890 si trasferì a Berlino, dove esercitò la professione di orafo. Questo fu il periodo migliore della sua attività sportiva. Nel 1894 giunse sesto alle prove ginniche a Breslavia e quarto nel 1895 a Roma (con le prime quattro posizioni in tutti gli attrezzi).
Alle I Olimpiadi di Atene fu l'atleta che vinse più medaglie d'oro. Fu presente a quasi tutte le gare di ginnastica, alla gara di lotta, ma anche a quelle di atletica leggera e di sollevamento pesi. Nonostante la sua bassa statura (1,63 m), seppe predominare anche in gare in cui sarebbe stato apparentemente svantaggiato.
Nella gara di lotta greco-romana vinse, contro tutte le aspettative, battendo prima il favoritissimo Launceston Elliot e poi in finale l'atleta greco Geōrgios Tsitas, beniamino del pubblico. Elliot prese così a male la sua sconfitta che dovette essere trascinato fuori dai principi della casa reale. Nella ginnastica vinse le gare di trave a squadre, di parallele a squadre e di volteggio.
Prese parte anche alle gare del cavallo, della trave, delle parallele e degli anelli, ma senza risultati di rilievo. Nell'atletica leggera partecipò al salto triplo, al salto in lungo e al getto del peso. Arrivò quinto nel sollevamento con due mani.
Dopo Atene vinse ancora in Germania nel 1898 e nel 1903 e continuò l'attività agonistica fino al 1908,  ottenendo un 38º posto.
Si trasferì in Inghilterra, dove continuò ad esercitare la sua professione di orafo e di insegnante di ginnastica alla Società tedesca di Ginnastica.
Venne internato nell'isola di Man durante la prima guerra mondiale. Nel 1919 tornò in patria, dove dal 1919 al 1939 fu allenatore della Charlottenburger TG. Nel 1936 venne invitato ai giochi olimpici in ricordo dei suoi fasti.
Morì nel 1946 e venne sepolto nel cimitero forestale di Heerstrasse, a Charlottenburg.

## Palmarès
In carriera ha conseguito i seguenti risultati:
- Giochi olimpici

Atene 1896: oro nella lotta greco-romana, nella trave a squadre, nelle parallele a squadre e nel volteggio.

## Galleria d'immagini
|  |  |